# カービー・スマート
カービー・ポール・スマート（Kirby_Smart、1975年12月23日 - ）は、アメリカンフットボールの元選手であり、コーチである。
現在は母校であるジョージア大学のHCを務めており、2021年と2022年にチームを全米王者に導いた。

## 幼少時/選手時代
アラバマ州モンゴメリーで生まれ、ジョージア州ベインブリッジで高校のアメフトのコーチをしていた父の下育った。 ベインブリッジ高校卒業後、ジョージア大学に進学。当時、DEのアントニオ・コクラン、エマーロス・レロイ、LBのブランドン・トルバートや後にプロフットボール殿堂入りたチャンプ・ベイリー、スーパーボウルMVPを受賞するCBのハインズ・ウォードとチームメートで、スマートはDBとして4年間プレイ。4年生時にはAll-SECの1stチームに選出された優秀な選手であった。1997年に6度、1998年に5度を含むキャリア13度のインターセプトを決め、現在大学4位の記録も持っている 。学業も秀でていて4度のSECアカデミック・オナーに選出、1998年に財政学の学士号を取得し大学のテリー・カレッジオブビジネスを卒業。1999年のNFLドラフトでドラフト外となるもインディアナポリス・コルツとFA契約し、プレシーズンゲームには参加するも結果を残せずレギュラーシーズン開始前に解雇される。2003年にカレッジフットボールでも有数の実力校であるフロリダ州立大学の大学院に入学した。

## コーチキャリア

### 初期
スマートは1999年に運営アシスタントとしてジョージア大学でコーチキャリアをスタート。バルドスタステート大学に移りDBコーチから2001年にディフェンシブコーディネーター(DC)に昇格。 2002,03年は修士号取得の間にボビー・ボウデン率いるフロリダ州立大学にて学士アシスタントとして経験を積む。2003年にフロリダ州立大の学士号を取得。2004年にニック・セイバンが率いていたLSUにディフェンシブバック(DB)のコーチとして過ごし、2005年シーズンはジョージア大学のRBコーチとして戻ってくる。NFLコーチも経験しており、2006年にこちらもニック・セイバンが当時率いていたマイアミ・ドルフィンズのセイフティ コーチとして1シーズン在籍していた。

### アラバマ大時代
2007年にニック・セイバンとともにアラバマ大学のコーチとなる。1月9日当初はアシスタントコーチとしての就任だったが翌年2月にDCに昇格。アラバマ大がテキサス大相手にBCSナショナルチャンピオンシップで勝利し全米王者となる2009年シーズンでは、12月8日に最優秀アシスタントコーチに贈られるブロイルズ・アワードをアラバマ大のコーチとして初受賞。2010年1月には母校であるジョージア大のDC就任オファーもあったものの、スマートは固辞し残留。2011年シーズンに彼が率いたディフェンスチームの活躍もあり、BCSチャンピオンシップでLSUを破り2度目の優勝。2012年3月27日に給与増加と契約延長がアラバマ大の理事会にて決定。2012年シーズンにはコーチ理事会選出のアシスタントコーチオブザイヤー賞を受賞。強力なディフェンス力の働きもあり、ノートルダム大相手に勝利し全米連覇を果たす。2013年4月16日にカレッジフットボールのDCとしては最高額の20万ドルの契約を獲得。2015年シーズンにはCFPナショナルチャンピオンシップでクレムソン大に勝利しまたも全米優勝を果たした。

### HCとしてジョージア大学へ
2015年12月6日、ジョージア大学はスマートを第26代HCとして就任させることを決定。

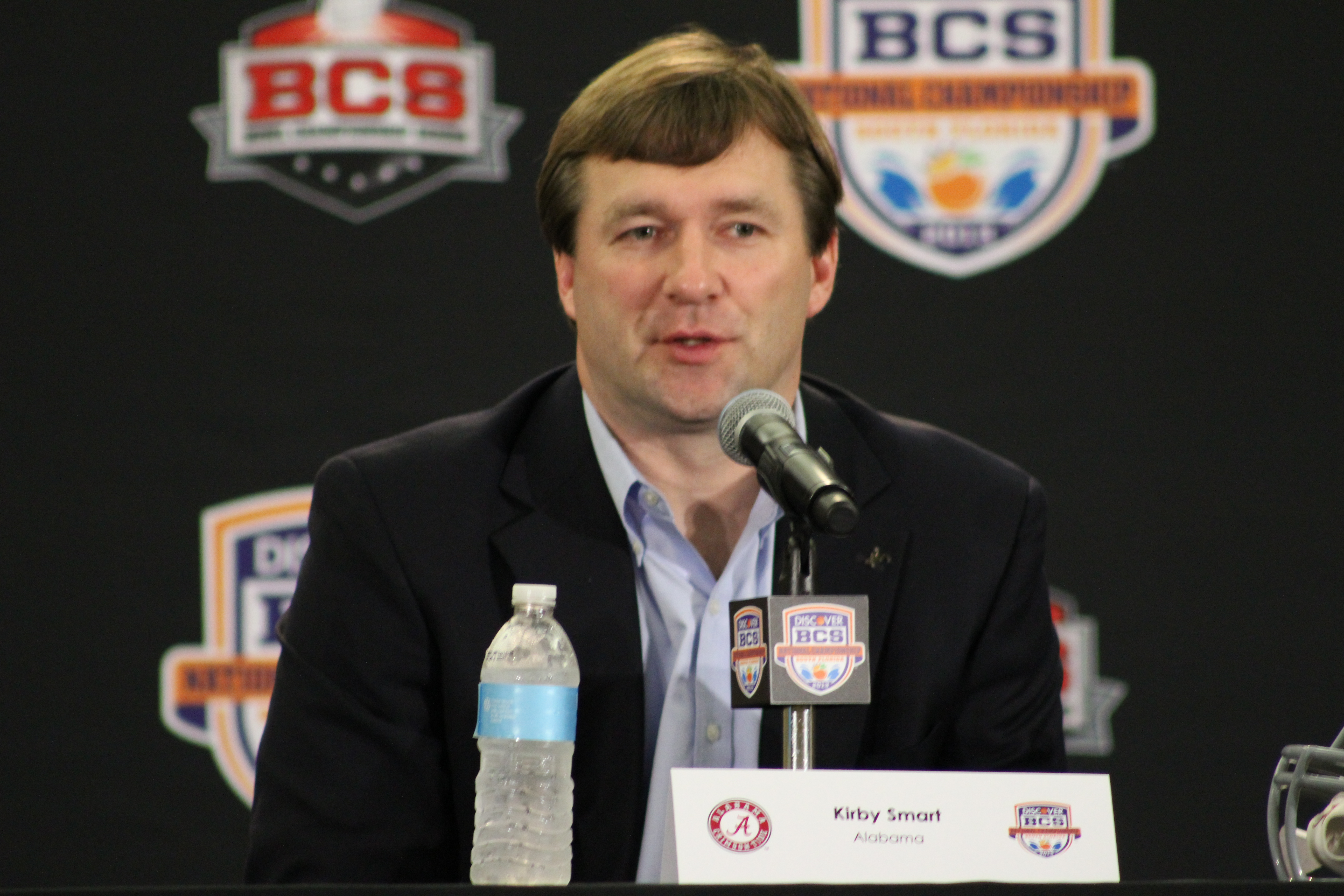
2013年当時アラバマ大のDC時代のスマート

#### 2016年シーズン
ジョージア大HCとして迎えた初試合は全米22位のノースカロライナ大学戦。33-24で初勝利となった。11月12日、当時全米8位のオーバーン大学に13-7でアップセットを果たす。初年度の最終成績は8勝5敗で、SEC東地区2位タイでフィニッシュ。リバティボウルにてテキサスクリスチャン大相手に31-23で勝利をし、シーズンを終了する。

#### 2017年シーズン
このシーズンはサウスカロライナ大相手に勝利したことで大学にとって1982年シーズン以来となる開幕9連勝・SEC東地区優勝を果たした。12月2日にチャンピオンシップゲームに勝利し2005年以来となるSEC優勝、大学としては4度目となるシーズン12勝を記録(1980年/2002年/2012年以来となる大学4度目の快挙であった)。評議の結果ジョージア大は全米3位でCFPに進出、ローズボウル(準決勝)でオクラホマ大と対戦。前半14-31のビハインドを背負うも意地を見せ、ローズボウル史上初となる2OTの接戦で54-48の逆転勝利を飾る。ナショナルチャンピオンシップは古巣のアラバマ大戦。先発QBのジェイレン・ハーツに仕事をさせず前半をリードしたものの控えQBで1年生のトゥア・タゴヴァイロアの活躍で最後はOTにデボンタ・スミスへの41ヤードタッチダウンが決まり優勝を逃す。スマート地震はSECコーチオブザイヤーを受賞した。

#### 2018年シーズン
レギュラーシーズンは11勝1敗でフィニッシュ。唯一の敗戦は16-36での敗戦となった当時の全米13位LSU戦。東地区王者となりチャンピオンシップゲームに臨むもアラバマ大相手に28-35で敗れた。CFP出場を逃し全米5位となったジョージア大はシュガーボウルに出場。当時全米15位だったテキサス大相手に21-28で敗れた。

#### 2019年シーズン
このシーズンも昨季同様レギュラーシーズンは11勝1敗。全米7位のノートルダム大・全米6位のフロリダ大にも勝利した。17-20でサウスカロライナ大相手に唯一の敗戦を喫した。3年連続チャンピオンシップゲーム出場を果たしたがLSU戦で10-37の大敗。 2年連続となるシュガーボウルに参加。全米5位のジョージア大対7位のベイラー大相手に26-14で勝利した。

#### 2020年シーズン
新型コロナウイルスの影響で短縮シーズンとなったこのシーズンは、レギュラーシーズンを当時全米2位のアラバマ大・8位のフロリダ大に敗れたのみの7勝2敗で終了。もともと他カンファレンスのチームとも対戦が予定されたが試合中止が発表され、SECの西地区チーム(アーカンソー大・ミシシッピ州立大)と追加で対戦することとなったシーズンだった。ヴァンダービルト大との対戦も発表されていたものの、コロナウイルスの陽性反応がヴァンダービルト大側にあり試合中止となった。SEC東地区2位でフィニッシュし、ピーチボウルに出場。全米9位のジョージア大は8位のシンシナティ大に24-21で勝利した。

#### 2021年シーズン
レギュラーシーズンを12勝無敗で終えたジョージア大は、アラバマ大と3年ぶりのSECチャンピオンシップゲームを戦い24-41で大敗する。しかしジョージア大はシーズン無敗の実績を評価され全米3位でCFPに進出となる。準決勝はオレンジボウルとして行われたミシガン大戦で、34-11で快勝。ナショナルチャンピオンシップはSECチャンピオンシップで敗れたアラバマ大戦。33-18で勝利し雪辱を果たしたジョージア大は1980年以来31年ぶりの全米王者を獲得した。これまでアラバマ大のニック・セイバンHCアシスタントコーチを務めた監督で勝利していたのは、LSU時代のアシスタントで当時テキサスA&M大のHCだったジンボ・フィッシャーのみだったが、この勝利で2人目となりアラバマ大時代のアシスタントで初めて勝利したHCとなった。2021年SECコーチオブザイヤーも受賞している。

#### 2022年シーズン
2022年7月、スマートは10年総額1億1250万ドルの契約延長に同意。カレッジフットボールコーチとして最高額を記録。APランキング3位でスタートしたジョージア大は、開幕戦で全米11位だったオレゴン大と対戦し49-3と圧勝。その後7連勝し、当時CFPランク1位、APランク2位だったこちらも無敗であったテネシー大戦。27-13で勝利しそのままCFPランク1位を続けたチームはSECチャンピオンシップゲームでLSUと対戦。50-30で破りCFPに出場。CFP準決勝はオハイオ州立大戦。接戦の末42-41で勝利し、ナショナルチャンピオンシップはTCU戦。65-7の大勝となり、2011・12年とアラバマ大を全米王者に導いたニック・セイバン以来となる全米連覇を果たす。SECコーチオブザイヤーも2年連続3回目の受賞を果たした。

#### 2023年シーズン
2023年シーズン最初にジョージア大は、APランク・コーチ投票でも1位を獲得。開幕戦はAACに所属しているUAB戦で、49-21で勝利。この勝利で、通算100戦85勝15敗とSECコーチとして最高勝率を果たしたコーチになった。そこから第12週のライバルチーム・ジョージア工科大戦に31-23で勝利しシーズン12勝無敗にしてSEC記録となる29連勝を果たしレギュラーシーズンを終える。1980-82シーズンのジョージア大に並ぶ3季連続のSEC同士の対戦を無敗で終えるという記録を作った。この記録が止まったのはSECチャンピオンシップゲームのアラバマ大戦。24-27で敗れてしまったことでCFP出場が絶たれ、全米3連覇の夢が潰えた。オレンジボウルに出場し、フロリダ州立大と対戦。オレンジボウル・昨年のナショナルチャンピオンシップを超える点差である60点差での勝利(63-3)でシーズンを終えた。

#### 2024年シーズン
2024年5月、スマートとジョージア大は10年総額1億3000万ドルの契約延長に合意。再度カレッジフットボールコーチとして史上最高額を記録。

## 私生活

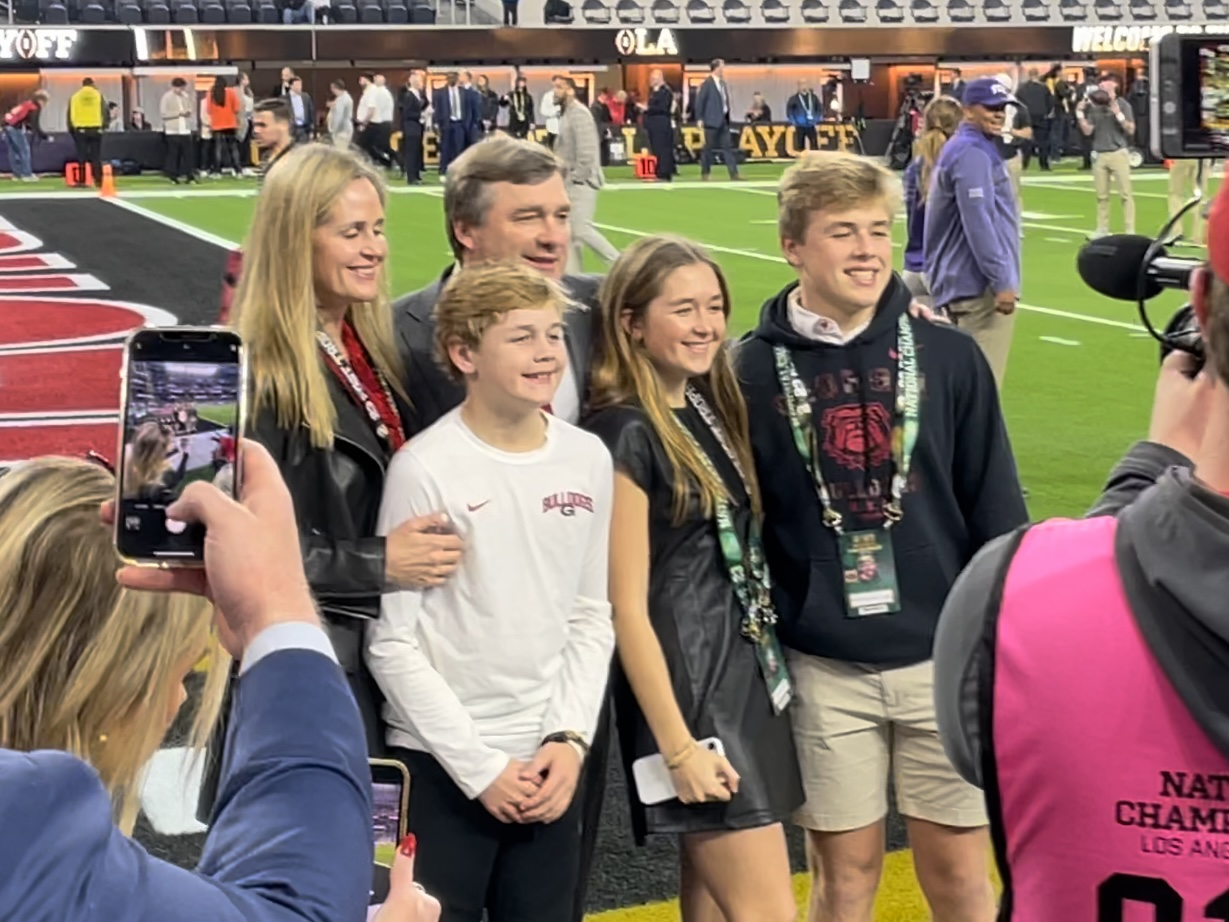
2023年のCFPチャンピオンシップでレポーターの前でポーズを決めるスマート家の家族

ジョージア大のバスケットボールプレーヤーだったメアリー・”ベス”エリザベス・リセットと結婚し、3人の子どもに恵まれている。

## ヘッドコーチ記録
| 年                                        | 全体戦績 | SEC内戦績 | 順位    | ﾎﾞｳﾙｹﾞｰﾑ／ﾁｬﾝﾋﾟｵﾝｼｯﾌﾟ                                | コーチランク | APランク |
| ----------------------------------------- | -------- | --------- | ------- | ---------------------------------------------------- | ------------ | -------- |
| ジョージア・ブルドッグス(SEC) (2016-現在) |          |           |         |                                                      |              |          |
| 2016                                      | 8-5      | 4-4       | 2位タイ | リバティボウル勝利                                   |              |          |
| 2017                                      | 13-2     | 7-1       | 東1位   | ローズボウル勝利、ナショナルチャンピオンシップ敗北   | 2            | 2        |
| 2018                                      | 11-3     | 7-1       | 東1位   | シュガーボウル敗北                                   | 8            | 7        |
| 2019                                      | 12-2     | 7-1       | 東1位   | シュガーボウル勝利                                   | 4            | 4        |
| 2020                                      | 8-2      | 7-2       | 東2位   | ピーチボウル勝利                                     | 7            | 7        |
| 2021                                      | 14-1     | 8-0       | 東1位   | オレンジボウル勝利、ナショナルチャンピオンシップ優勝 | 1            | 1        |
| 2022                                      | 15-0     | 8-0       | 東1位   | ピーチボウル勝利、ナショナルチャンピオンシップ優勝   | 1            | 1        |
| 2023                                      | 13-1     | 8-0       | 東1位   | オレンジボウル勝利                                   | 3            | 4        |
| 合計                                      | 94-16    | 56-9      |         |                                                      |              |          |